# Letalnica
Letalnica Bratov Gorišek (fosta: Velikanka bratov Gorišek), este o trambulină de zbor cu schiurile din localitatea slovenă Planica. Pe această trambulină au fost stabilite până acum 28 de recorduri mondiale de zbor cu schiurile.

## Caracteristici deosebite
- Letalnica este cea mai mare trambulină de zbor cu schiurile din lume.
- Punctul de construcție se află la 185 m.
- Dimensiunea trambulinei este de 215 m.
- Recordul trambulinei este de 239 m, stabilit de Bjørn Einar Romøren în 2005.
- Infrastuctura este momentan destul de degradată și necesită o renovare urgentă.

In 2014 incepe renovarea trambulinei Letalnica.
Punctul actual de constructie se afla la 200m si dimensiunea la 225 m.
Recordul trambulinei este de 248 m facut de Peter Prevc in 2015.

## Istorie
La Planica fusese construită o trambulină de zbor cu schiurile încă înainte de 1930. În 1934 a fost construită trambulina Bloudkova Velikanka, prima trambulină mare din lume, care a fost folosită pentru competițile de zbor cu schiurile. Recordul mondial de zbor cu schiurile de pe această trambulină, a fost de mai multe ori corectat. 
După ce în lume au fost construite trambuline de zbor tot mai mari și mai moderne, în 1960 s-a decis acest lucru și la Planica. Pentru că mărirea vechii trambuline nu era posibilă, frații Lado și Janez Gorišek au construit nu departe de cealaltă trambulină, o una nouă. Aceasta a fost inaugurată pe 19 martie 1969 în fața a 90.000 de spectatori.
La competiția de inaugurare a trambulinei recordul mondial de zbor cu schiurile a fost corectat de cinci ori. 
De atunci au avut loc aici numeroase etape de Cupă Mondială și ediții ale Campionatului mondial de zbor cu schiurile, recordul mondial fiind corectat de multe ori. Deși competițile de zbor cu schiurile se desfășurau și pe alte patru trambuline, recordul mondial a fost stabilit din 1986, când Matti Nykänen a zburat 191 m, numai pe Letalnica. Pe 17 martie 1994, la Planica, Andreas Goldberger a fost primul care a sărit peste 200 m, însă nu a stat la aterizare. Prima săritură oficială peste 200 m este astfel atribuită finlandezului Toni Nieminen, care a sărit în aceași zi 203 m.
În 2005 norvegianul Bjørn Einar Romøren a stabilit actualul record mondial cu 239 m. Cel mai lung zbor din istoria competiției, de 240 m, a fost reușit de finlandezul Janne Ahonen, în aceași zi în care a fost stabilit și noul record mondial. Însă, pentru că Ahonen nu a putut sta la aterizare, zborul său nu a fost omologat.
La trambulină sunt realizate frecvent reparații, pentru ca aceasta să corespundă cerințelor actuale.

## Numele trambulinei
Trambulina s-a numit inițial Velikanka, iar de la campionatul mondial de zbor cu schiurile din 2003, numele a fost schimbat în Letalnica.

## Câștigători la Planica
Lista de mai jos cuprinde toți câștigătorii din competițile de zbor cu schiurile desfășurate la Planica.
| An   | Câștigător           | Naționalitate |
| ---- | -------------------- | ------------- |
| 1934 | Birger Ruud          | Norvegia      |
| 1935 | Stanisław Marusarz   | Polonia       |
| 1936 | Sepp Bradl           | Austria       |
| 1954 | Ossi Laaksonen       | Finlanda      |
| 1957 | Helmut Recknagel     | RDG           |
| 1960 | Helmut Recknagel     | RDG           |
| 1963 | Dieter Bokeloh       | RDG           |
| 1966 | Jiří Raška           | Cehoslovacia  |
| 1968 | Jiří Raška           | Cehoslovacia  |
| 1969 | Jiří Raška           | Cehoslovacia  |
| 1972 | Walter Steiner       | Elveția       |
| 1973 | Walter Steiner       | Elveția       |
| 1974 | Walter Steiner       | Elveția       |
| 1975 | Toni Innauer         | Austria       |
| 1975 | Willi Pürstl         | Austria       |
| 1976 | Hans Wallner         | Austria       |
| 1977 | Reinhold Bachler     | Austria       |
| 1978 | Reinhold Bachler     | RDG           |
| 1979 | Armin Kogler         | Austria       |
| 1980 | Hubert Neuper        | Austria       |
| 1981 | Dag Holmen-Jensen    | Norvegia      |
| 1982 | Ole Bremseth         | Norvegia      |
| 1983 | Primož Ulaga         | Iugoslavia    |
| 1984 | Pavel Ploc           | Cehoslovacia  |
| 1985 | Matti Nykänen        | Finlanda      |
| 1986 | Ernst Vettori        | Austria       |
| 1987 | Andreas Felder       | Austria       |
| 1987 | Ole Gunnar Fidjestøl | Norvegia      |
| 1988 | Primož Ulaga         | Iugoslavia    |
| 1989 | Jens Weissflog       | RDG           |
| 1990 | Roberto Cecon        | Italia        |
| 1991 | Staffan Tällberg     | Suedia        |
| 1991 | Ralf Gebstedt        | Germania      |
| 1992 | Andreas Felder       | Austria       |
| 1993 | Espen Bredesen       | Norvegia      |
| 1993 | Jens Weissflog       | Germania      |
| 1994 | Jaroslav Sakala      | Cehia         |
| 1995 | Mika Laitinen        | Finlanda      |
| 1997 | Takanobu Okabe       | Japonia       |
| 1997 | Akira Higashi        | Japonia       |
| 1998 | Noriaki Kasai        | Japonia       |
| 1998 | Kazuyoshi Funaki     | Japonia       |
| 1999 | Noriaki Kasai        | Japonia       |
| 1999 | Hideharu Miyahira    | Japonia       |
| 1999 | Martin Schmitt       | Germania      |
| 2000 | Sven Hannawald       | Germania      |
| 2001 | Martin Schmitt       | Germania      |
| 2003 | Matti Hautamäki      | Finlanda      |
| 2005 | Matti Hautamäki      | Finlanda      |
| 2005 | Bjørn Einar Romøren  | Norvegia      |
| 2007 | Adam Małysz          | Polonia       |
| 2007 | Adam Małysz          | Polonia       |
| 2007 | Adam Małysz          | Polonia       |

## Galerie

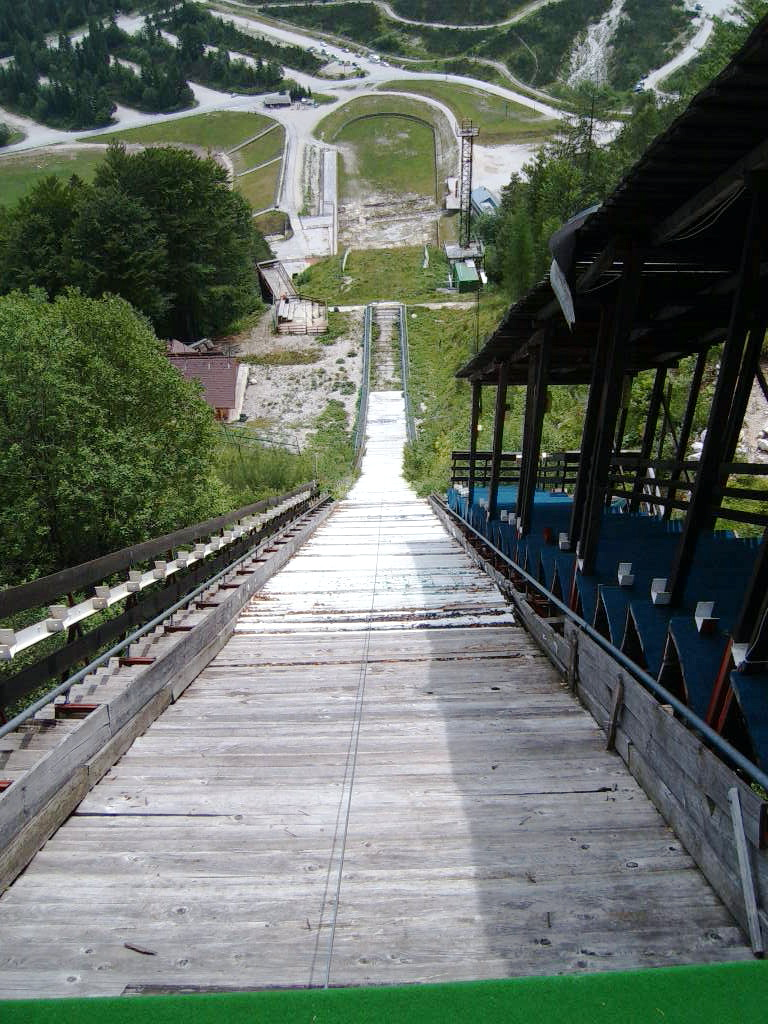
Vedere de pe bara de start
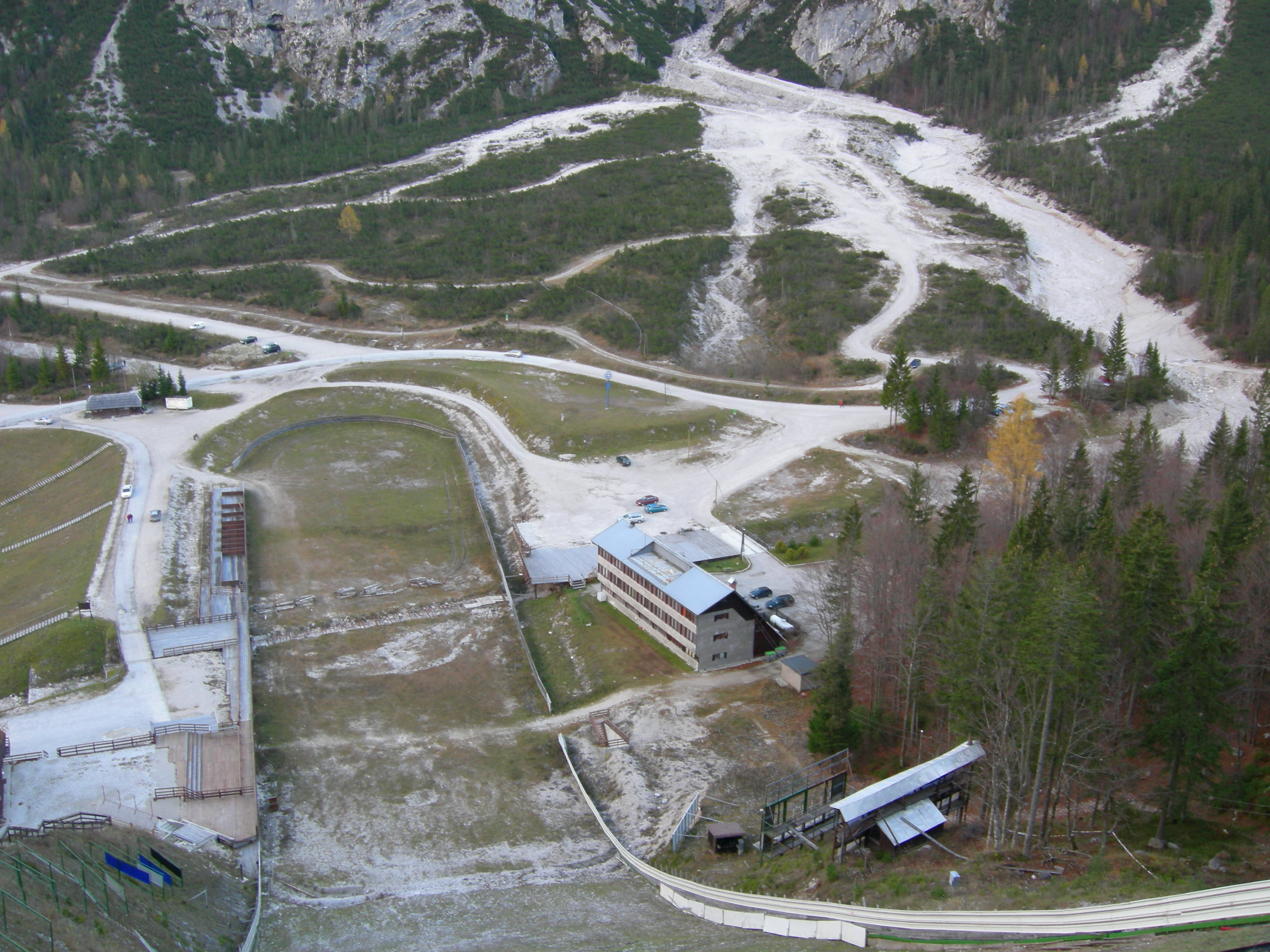
Valea Planica văzută de sus